# ZKZM-500
 (juillet 2018).
 (3 juillet 2018).
Améliorez-le ou discutez des points à vérifier. 
Le ZKZM-500 est un projet de pistolet laser potentiel qui serait développé en Chine par le Xian Institute of Optics and Precision Mechanics à l'Académie chinoise des sciences dans la province de Shaanxi.
Il pourrait détruire une cible à 800 mètres de distance en carbonisant la peau et les tissus humains. La fréquence du laser le rend invisible pour l’œil humain, il ne produit pas de bruit,,.
Il serait alimenté par une batterie rechargeable au lithium et pourrait tirer plus de 1 000 coups par charge ne durant pas plus de deux secondes chacun.
Il n'existe pas de régulation internationale spécifique pour le développement ou l'utilisation de ce type d'armes laser. Le protocole de l'ONU concernant les armes laser aveuglantes de 1980 et signé par plus de 100 nations se concentre sur les générations d'armes précédentes et interdit l'utilisation d'armes pouvant causer la cécité. Elle est classifiée comme non létale sur un site web du gouvernement chinois.
Son annonce pourrait faire partie des efforts de propagande du gouvernement chinois et dans ce cadre, son existence réelle nécessite des preuves supplémentaires ,.